# Curtis Dickey
(en) Statistiques sur pro-football-reference
Curtis Raymond Dickey (né le 27 novembre 1956 à Madisonville (Texas)) est un joueur américain de football américain.

## Université
Curtis fait ses études dans la prestigieuse Texas A&M University, une des meilleures écoles du Texas. Il pratique deux sports pendant ses trois années, l'athlétisme et le football où il était bon dans ses deux disciplines.

## Arrive chez les Colts
Dickey est drafté en 5e position dans le premier tour du draft de 1980 par les Baltimore Colts. Sa première saison est excellente puisqu'il inscrit 13 touchdowns mais ces points ne suffisent pas à qualifier les Colts pour les play-offs. La saison 1981 voit Dickey inscrire 10 touchdowns mais le joueur texans fait un grand nombre de fumble (8) et le club finit à la même position que la saison précédente. La saison 1982 est catastrophique; le club finit dernier de la conférence américaine avec aucune victoire pour huit défaites et un nul (à cause d'une grève, la moitié des autres matchs ne purent être joué), Curtis ne peut inscrire qu'un seul touchdown. En 1983, Dickey reçoit beaucoup de ballon, parcourant 1605 yards (son meilleur total sur une saison), inscrivant 7 touchdowns mais concédant 9 fumbles (son record), les Colts finissent 4e de leur poules. 
La saison 1984 est celle du changement... de nom ! Les Baltimore Colts deviennent les Colts d'Indianapolis mais ce changement ne s'effectue pas sur le terrain; l'équipe termine en encore 4e, Dickey commence à moins jouer mais marque encore avec 3 touchdowns en 10 matchs.

## Fin de carrière avec les Browns
La saison 1985 est spéciale pour Curtis. Il joue six matchs avec les Colts avant de partir pour rejoindre les Browns de Cleveland mais ne joue qu'un seul match. Les Browns se qualifient pour les play-offs mais doivent s'incliner contre les Dolphins de Miami 24-21. La saison 1986 est sa dernière, le club se qualifie pour les play-offs, bat les Jets de New York 23-20 après prolongation et perd sur le même score de 23-20 après prolongations en finale de la AFC contre les Lions de Détroit.